# E₈ (математика)

Граф поліедра

В математиці, {\displaystyle E_{8}} — найбільша особлива проста група Лі. {\displaystyle E_{8}} була відкрита Вільгельмом Кіллінгом в 1888—1890 роках, а сучасне її позначення прийшло з класифікації простих алгебр Лі, яку уведи Елі Картан і Вільгельм Кіллінг. Класифікація виділяє чотири нескінченних сімейства простих алгебр Лі, які позначаються {\displaystyle A_{n}}, {\displaystyle B_{n}}, {\displaystyle C_{n}}, {\displaystyle D_{n}}, і п'ять особливих випадків, які позначаються E6, E7, E8, F4 і G2.

## Опис
{\displaystyle E_{8}} має ранг 8 і розмірність 248 (як многовид). Вектори системи коренів визначені у восьми вимірах.

## Схема Динкіна
Схема Динкіна для E8 має вид
Ця схема коротко описує будову системи коренів. Кожен вузол схеми являє собою простий корінь. Лінія, що з'єднує два простих кореня, означає, що вони знаходяться під кутом 120° один до одного. Два простих кореня, що не з'єднані лінією, ортогональні.

## Матриця Картана
Матриця Картана системи коренів порядку r — це матриця {\displaystyle r\times r}, елементи якої визначаються простими коренями в такий спосіб:
{\displaystyle A_{ij}=2{\frac {(\alpha _{i},\alpha _{j})}{(\alpha _{i},\alpha _{i})}}}
де {\displaystyle (\cdot ,\cdot )} — евклідовий скалярний добуток, а {\displaystyle \alpha _{i}} — прості корені. Елементи матриці не залежать від вибору простих коренів (з точністю до порядку).
Матриця Картана для E8 має вид
{\displaystyle \left[{\begin{smallmatrix}2&-1&0&0&0&0&0&0\\-1&2&-1&0&0&0&0&0\\0&-1&2&-1&0&0&0&-1\\0&0&-1&2&-1&0&0&0\\0&0&0&-1&2&-1&0&0\\0&0&0&0&-1&2&-1&0\\0&0&0&0&0&-1&2&0\\0&0&-1&0&0&0&0&2\end{smallmatrix}}\right]}
Визначник цієї матриці дорівнює 1.